# 에이가시마역
에이가시마역(일본어: 江井ヶ島駅, えいがしまえき)은 일본 효고현 아카시시에 있는 산요 전기철도 본선의 역이다. 역 번호는 SY 22이다.

## 역 구조
상대식 승강장 2면 2선의 지상역이다. 역사(개찰구)는 히메지 방면 승강장의 히메지 방향에 있다. 옛날에는 유인역이었으나 현재는 자동 개찰기가 설치되어 무인화되었다. 고베 방면 승강장의 지하 통로에는 현지의 에이가시마 초등학교 학생들의 작품이 그려져 있다.
본 역의 동쪽에 비교적 넓은 공터가 있는 것은 과거 그 위치에 화물 측선이 있었기 때문이다.

### 승강장
| 역사측 | ■ 본선(하행) | 다카사고・히메지・아보시 방면 |  |
| 반대측 | ■ 본선(상행) | 아카시・산노미야・오사카 방면 |  |

## 역 주변
어항 에이가시마 항과 가깝다. 항구의 동쪽에 있는 백사장은 과거 "에이가시마 해수욕장"으로 유명했지만 최근에는 해수욕장에 개설되어 있지 않다.
- 뵤부가우라 해안
- 아카시 에이가시마 우체국
- 아카시 시립 에이가시마 초등학교
- 닛코 본사 공장
- 나가사와 아카시 에이가시마 술관

## 역사
- 1923년 8월 19일: 고베히메지 전기철도 개통과 동시에 설치. 개통 당초에는 아카시 군 오쿠보 마을이었다.
- 1927년 4월 1일: 우지가와 전기에 의한 합병으로 본 회사의 역이 됨.
- 1933년 6월 6일: 우지가와 전기 철도 부문이 분리되어 산요 전기철도의 역이 됨.

## 에이가시마 역이 등장하는 문학 작품
- 시이나 린조의 "아름다운 여자"에 등장하는 "E역"은 본 역으로 보인다.
- 하이타니 켄지로 "태양의 아이"

## 인접역
| 산요 전기철도 ■ 본선                 | 산요 전기철도 ■ 본선 | 산요 전기철도 ■ 본선                 |
| ------------------------------------ | -------------------- | ------------------------------------ |
| SY 21 나카야기 우메다・니시다이 방면 | ■ 보통               | 니시에이가시마 SY 23 산요히메지 방면 |